# Chukha
Chukha (ཆུ་ཁ་རྫོང་ཁག་, früher: Chhukha) ist einer der 20 Distrikte (Dzongkhag) von Bhutan mit einer Fläche von 1802 km². In diesem Distrikt leben 68966 Menschen (Stand: 2017). 
Chukha, errichtet im April 1987, gilt als der wirtschaftlich bedeutsamste Distrikt in Bhutan. Die größte Stadt von Chukha ist mit etwa 23.000 Einwohnern Phuentsholing.
Der Distrikt Chukha ist wiederum eingeteilt in 11 Gewogs:
- Bhalujhora Gewog
- Bjacho Gewog
- Bongo Gewog
- Chapcha Gewog
- Dala Gewog
- Dungna Gewog
- Geling Gewog
- Getena Gewog
- Logchina Gewog
- Metakha Gewog
- Phuentsholing Gewog